# Paulo Carvalho
Paulo Carvalho (Rio de Janeiro, 15 de junho de 1954) é um ator e comediante brasileiro.
Um dos quatro integrantes e fundadores do espetáculo Comédia em Pé, no Rio de Janeiro, coleciona inúmeras participações em telenovelas e seriados: Vidas Opostas (Record), Cilada (Multishow), Páginas da Vida, Cobras & Lagartos, A Diarista, Malhação, Sob Nova Direção e nas minisséries Os Maias e JK, como Pedro Nava, todas pela Rede Globo. Em 1998, criou, juntamente com Cláudio Torres Gonzaga, Antonio Gonzales, João Havelino e Fábio Junqueira o programa Paquetá Connection, exibido até o ano 2000 pela NET.
De origem judaica portuguesa (mais especificamente trasmontana), Paulo Carvalho lecionou a disciplina de Arte e Cultura entre 2001 e 2003 na Escola Dínamis, localizada no bairro carioca de Botafogo.

## Filmografia

### TV
| Ano       | Novela                  | Personagem                                   | Canal    | Ref.  |
| --------- | ----------------------- | -------------------------------------------- | -------- | ----- |
| 1988      | Bebê a Bordo            | Fiscal da Prefeitura                         | TV Globo | [ 1 ] |
| 1991      | Felicidade              | André                                        | TV Globo | [ 1 ] |
| 1993      | O Mapa da Mina          | Copeiro                                      | TV Globo | [ 1 ] |
| 1995      | Malhação                | Cássio                                       | TV Globo | [ 1 ] |
| 1995      | Você Decide             | Dr. Sérgio. Episódio: Não Se Pode Ter Tudo   | TV Globo | [ 1 ] |
| 1997      | Por Amor                | Walter                                       | TV Globo | [ 1 ] |
| 1998      | Torre de Babel          | Dr. Renato                                   | TV Globo |       |
| 2001      | O Clone                 | Oficial de justiça                           | TV Globo | [ 1 ] |
| 2003      | Linha Direta            | Roberto                                      | TV Globo |       |
| 2003      | Mulheres Apaixonadas    | Médico                                       | TV Globo |       |
| 2004      | Celebridade             | Santana, Advogado de Renato Mendes           | TV Globo |       |
| 2005      | Belíssima               | Oficial de justiça                           | TV Globo |       |
| 2006      | Cobras & Lagartos       | Advogado                                     | TV Globo |       |
| 2006      | O Profeta               | Chico                                        | TV Globo |       |
| 2006      | Pé na Jaca              | Dr. Castanho                                 | TV Globo |       |
| 2006      | Malhação                | Médico                                       | TV Globo |       |
| 2006      | Vidas Opostas           | Participação                                 | RecordTV |       |
| 2006      | Páginas da Vida         | Participação                                 | TV Globo |       |
| 2007      | Paraíso Tropical        | Lobato                                       | TV Globo | [ 1 ] |
| 2008      | Duas Caras              | Assessor Marcos Lomba                        | TV Globo |       |
| 2008      | A Favorita              | Dr. Machado                                  | TV Globo |       |
| 2009      | Paraíso                 | Delegado Valfrido                            | TV Globo | [ 1 ] |
| 2009      | Caminho das Índias      | Médico                                       | TV Globo |       |
| 2014      | Vitória                 | Médico                                       | RecordTV |       |
| 2015      | Alto Astral             | Dr. Diziabas                                 | TV Globo |       |
| 2015      | Verdades Secretas       | Médico                                       | TV Globo |       |
| 2015-2016 | Além do Tempo           | Delegado                                     | TV Globo |       |
| 2016      | Êta Mundo Bom!          | Delegado Piratininga                         | TV Globo |       |
| 2016      | A Lei do Amor           | Conrado                                      | TV Globo |       |
| 2017      | Sol Nascente            | Representante da Seguradora                  | TV Globo |       |
| 2017      | Pega Pega               | Médico de Pedrinho                           | TV Globo |       |
| 2017      | Novo Mundo              | Representante dos funcionários Público       | TV Globo |       |
| 2017      | Tempo de Amar           | Lourival                                     | TV Globo |       |
| 2017      | O Outro Lado do Paraíso | Macedo                                       | TV Globo |       |
| 2019      | Deus Salve o Rei        |                                              | TV Globo |       |
| 2019      | O Tempo Não Para        | Senhor que Laércio apresenta para Vera Lúcia | TV Globo |       |
| 2019      | Verão 90                | Dr. Macedo                                   | TV Globo |       |
| 2019      | Topíssima               | Juiz                                         | RecordTV |       |
| 2019      | Bom Sucesso             | Dr. Donato                                   | TV Globo |       |
| 2019      | Órfãos da Terra         | Dr. Maurício                                 | TV Globo |       |
| 2020      | Éramos Seis             | Mr. Hilton                                   | TV Globo |       |
| 2022      | Além da Ilusão          | Bartolomeu Lobato                            | TV Globo | [ 2 ] |

### Séries
| Ano       | Série              | Personagem                 | Canal      | Ref.  |
| --------- | ------------------ | -------------------------- | ---------- | ----- |
| 1992      | Anos Rebeldes      | Sérgio                     | TV Globo   | [ 1 ] |
| 1997      | A Justiceira       |                            | TV Globo   | [ 1 ] |
| 2011      | Os Maias           | Participação               | TV Globo   |       |
| 2004      | Sob Nova Direção   | Participação em 1 Episódio | TV Globo   |       |
| 2004-2005 | A Diarista         | Psiquiatra                 | TV Globo   | [ 1 ] |
| 2005      | A Grande Família   | Dr. Júlio                  | TV Globo   | [ 1 ] |
| 2005      | Carga Pesada       | Participação               | TV Globo   |       |
| 2006      | JK                 | Pedro Nava                 | TV Globo   |       |
| 2008      | Casos e Acasos     | Participação em 1 Episódio | TV Globo   |       |
| 2008      | Cilada             | Episódio: Quarenta         | Multishow  |       |
| 2009      | A Lei e o Crime    | Belisário                  | RecordTV   | [ 1 ] |
| 2010-2013 | Os Caras de Pau    | Expedito Moreira Campos    | TV Globo   | [ 3 ] |
| 2017      | Os Dias Eram Assim | Amigo de Ernesto           | TV Globo   |       |
| 2018      | 1 Contra Todos     | Juiz                       | FOX Brasil | [ 1 ] |
| 2018      | Lia                | Rei Amor                   | RecordTV   | [ 1 ] |

### Cinema
| Ano  | Filme                                         | Personagem        | Ref   |
| ---- | --------------------------------------------- | ----------------- | ----- |
| 1961 | Por Um Céu de Liberdade                       | Tenente           | [ 1 ] |
| 1977 | O Crime do Zé Bigorna                         |                   | [ 1 ] |
| 2005 | Carreiras                                     |                   | [ 1 ] |
| 2006 | Muito Gelo e Dois Dedos D'Água                | Zeca              | [ 1 ] |
| 2013 | Meu Passado Me Condena                        | Homem no cartório | [ 1 ] |
| 2014 | Tim Maia                                      | Seu Altivo        | [ 1 ] |
| 2014 | Os Caras de Pau em O Misterioso Roubo do Anel | Gerente do banco  | [ 1 ] |